# St. Kilian (Maibach)

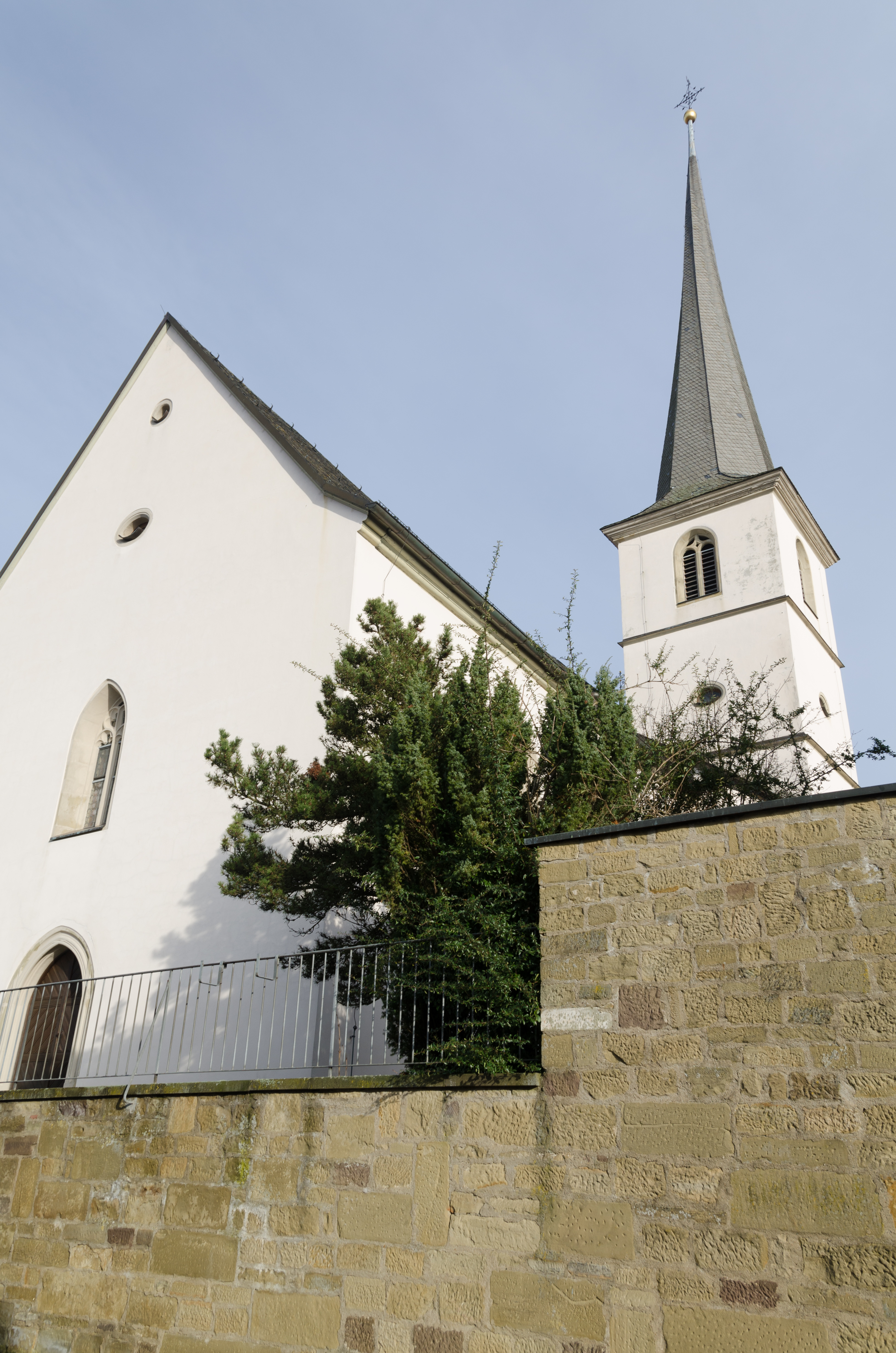
St. Kilian

Die römisch-katholische Kirche St. Kilian ist eine Kirche im bayerischen Maibach, einem Stadtteil des Ortes Poppenhausen im unterfränkischen Landkreis Schweinfurt. Sie gehört zu den Baudenkmälern in Poppenhausen und ist unter der Nummer D-6-78-168-67 in der Bayerischen Denkmalliste registriert. Die Kirche ist dem heiligen Kilian geweiht.

## Geschichte
Einen Vorgängerbau der heutigen Kirche des Ortes gab es bereits im Mittelalter; die genaue Entstehungszeit dieses mittelalterlichen Vorgängerbaus ist jedoch unbekannt. Die heutige St.-Kilians-Kirche entstand als einheitlicher Bau im nachgotischen Stil zwischen 1613 und 1617.
Die Seitenaltäre entstanden im Rokoko-Stil etwa 1750 und wurden wahrscheinlich von Johann Joseph Keßler aus Königshofen angefertigt. Der Hochaltar und die Kanzel sind im klassizistischen Stil gehalten und entstanden um 1780.